# Clement Ikenna
Clement Ferdinard Chigozie Ikenna (* 16. března 2003) je nigerijský profesionální fotbalista, který hraje na pozici defenzivního záložníka za bulharský klub PFK Levski Sofia.

## Statistiky

### Klubové
Platí k zápasu hranému 14. prosince 2024.
| Klub              | Sezóna            | Liga                        | Liga   | Liga | Národní pohár | Národní pohár | Kontinentální | Kontinentální | Ostatní | Ostatní | Celkově | Celkově |
| Klub              | Sezóna            | Soutěž                      | Zápasy | Góly | Zápasy        | Góly          | Zápasy        | Góly          | Zápasy  | Góly    | Zápasy  | Góly    |
| ----------------- | ----------------- | --------------------------- | ------ | ---- | ------------- | ------------- | ------------- | ------------- | ------- | ------- | ------- | ------- |
| Dubrava           | 2022/23           | Druga HNL                   | 29     | 3    | 2             | 0             | 0             | 0             | 0       | 0       | 31      | 3       |
| Dubrava           | 2023/24           | Druga HNL                   | 30     | 0    | 0             | 0             | 0             | 0             | 0       | 0       | 30      | 0       |
| Levski Sofia      | 2024/25           | 1. bulharská fotbalová liga | 11     | 0    | 2             | 0             | 0             | 0             | 0       | 0       | 13      | 0       |
| Celkově v kariéře | Celkově v kariéře | Celkově v kariéře           | 70     | 3    | 4             | 0             | 0             | 0             | 0       | 0       | 74      | 3       |